# Atlas Air

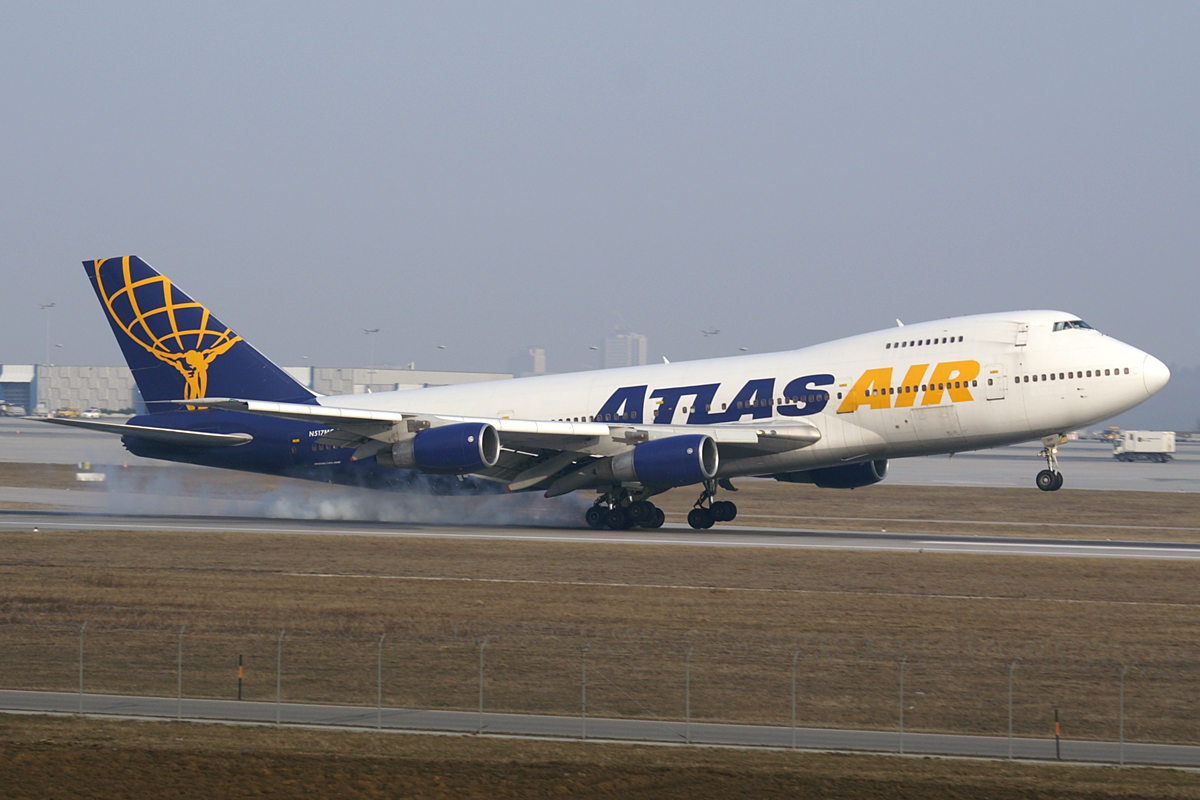
Пассажирский Boeing 747-200 авиакомпании Atlas Air

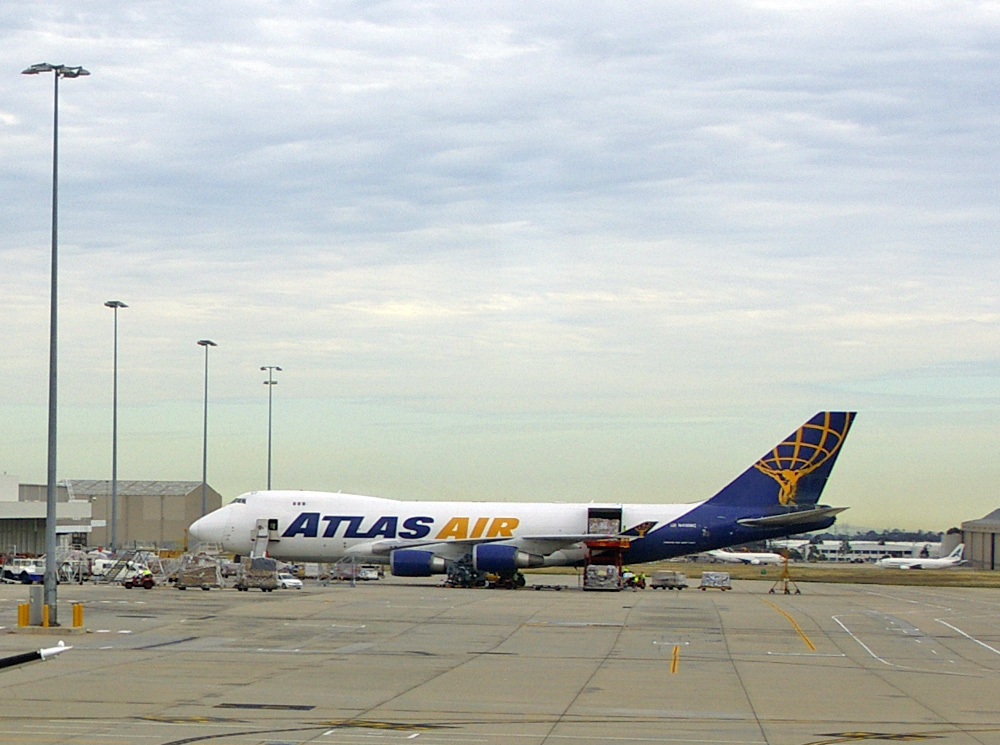
Самолёт Atlas Air в аэропорту Мельбурна

Atlas Air (NASDAQ: AAWW) — американская грузовая и чартерная пассажирская авиакомпания, базирующаяся в посёлке Перчис, штат Нью-Йорк. Она выполняет регулярные грузовые авиаперевозки в 426 городов в 123 странах. Основные аэропорты назначения: Майами, Нью-Йорк (Международный аэропорт имени Джона Кеннеди), Лос-Анджелес, Анкоридж и лондонский аэропорт Станстед.
Своё название компания берёт от имени древнегреческого бога Атланта (также называемом Атласом); логотип авиакомпании, изображаемый на хвосте самолётов, показывает человека, держащего на плечах земной шар.

## География полётов
Atlas Air и её сестринская компания Polar Air Cargo доставляют грузы по всему миру, в любые аэропорты, способные принимать самолёты Boeing 747

## Флот
На февраль 2023 года флот Atlas Air состоит из следующих судов:
На июль 2021 года средний возраст самолётов Atlas Air составляет 23,6 лет.

## Авиационные происшествия
- 23 февраля 2019 года Boeing 767-300ER Atlas Air, выполнявший грузоперевозки для Amazon Air, потерпел катастрофу на подходе к аэропорту Хьюстона. На борту находились 3 членов экипажа, все они погибли[2].
- 24 января 2005 года: рейс 8995 Atlas Air, самолет Boeing 747-212BSF, регистрационный номер N808MC, выехал за взлетно-посадочную полосу в аэропорту Дюссельдорфа из-за плохого торможения, вызванного неожиданно сильным скоплением снега из-за продолжающейся метели. Самолет был списан[3].
- Февраль 2010 года: Крышка части закрылков самолета Boeing 747 Atlas Air оторвалась от самолета во время посадки в Майами, Флорида. 17 мая 2010 г. произошел аналогичный инцидент, когда часть внутренних закрылков на правом крыле Atlas 747 отделилась от самолета. В мае Федеральное авиационное управление США (FAA) предложило наложить на авиакомпанию штраф в размере примерно 500 000 долларов США, заявив о ненадлежащем техническом обслуживании.
- 21 ноября 2013 года: пилоты Boeing 747-409LCF, эксплуатируемого Atlas Air, N780BA, по ошибке приземлились в аэропорту полковника Джеймса Джабара вместо близлежащей базы ВВС Макконнелл . На следующий день самолет был доставлен в МакКоннелл.